# Nöthårsmatta
Nöthårsmatta är en textil som innehåller hår från nötkreatur. 
Nöthårsmattor som används i heminredning är vanligen vävda och innehåller en blandning av ull och nöthår. 
En annan typ av nöthårsmatta eller nöthårsfilt används i kombination med tjära inom traditionellt träbåtbygge.
En av nöthårsmattornas stora designers, Märta Måås-Fjetterström, var verksam i många år i sin verkstad i Båstad.  Hennes nöthårsmattor var handvävda av skickliga väverskor.  De håller mycket hög kvalitet i både material och utförande.  Hennes välbevarade nörhårsmattor betingar än i dag höga priser på auktioner.